# Elecciones presidenciales de Cabo Verde de 2016
Las elecciones presidenciales de 2016 se llevaron a cabo en Cabo Verde el 2 de octubre de 2016. El presidente incumbente, Jorge Carlos Fonseca, fue reelegido en primera vuelta con el 74.08% de los votos. La participación fue extremadamente baja, tan solo el 35.47% de los votantes participó. Esto se debe en parte a que el Partido Africano de la Independencia de Cabo Verde decidió no presentar ningún candidato.

## Sistema electoral
El Presidente de Cabo Verde es elegido por voto popular para un mandato de cinco años con posibilidad de una reelección. Es elegido mediante un sistema de dos vueltas. Si ninguno de los candidatos obtiene mayoría absoluta en primera vuelta, se lleva a cabo una segunda con los dos candidatos que hayan obtenido mayor porcentaje.

## Campaña
Jorge Carlos Fonseca se postuló para conseguir su segundo mandato y era el favorito para ganar, debido a que el principal partido de la oposición, el Partido Africano para la Independencia de Cabo Verde (PAICV) no presentó un candidato después de su decepcionante derrota en las elecciones parlamentarias en marzo y las municipales de septiembre. Fonseca, que representa el MPD, enfrentó a dos candidatos independientes, Joaquim Monteiro y Albertino Graça.
La campaña se suspendió temporalmente el 22 de septiembre siguiente a la muerte del expresidente del país António Mascarenhas Monteiro. Monteiro fue el primer presidente elegido democráticamente en el país y también fue miembro del MPD. Todos los actos públicos y manifestaciones fueron suspendidos durante 4 días hasta el 26 de septiembre.

## Resultados
| Candidato                          | Partido                            | Votos   | %     |
| ---------------------------------- | ---------------------------------- | ------- | ----- |
| Jorge Carlos Fonseca               | Movimiento para la Democracia      | 93,010  | 74.08 |
| Albertino Graça                    | Independiente                      | 28.256  | 22.51 |
| Joaquim Monteiro                   | Independiente                      | 4.278   | 3.41  |
| Votos en blanco/inválidos          | Votos en blanco/inválidos          | 2.573   | –     |
| Total                              | Total                              | 128,117 | 100   |
| Votantes registrados/participación | Votantes registrados/participación | 361,221 | 35.47 |
| Fuente: DGAPE                      |                                    |         |       |